# Agrostis nevskii
Agrostis nevskii é uma espécie de gramínea do gênero Agrostis, pertencente à família Poaceae.